# サッカーシリア女子代表
サッカーシリア女子代表（サッカーシリアじょしだいひょう）は、シリアサッカー協会(アラビア語: الاتحاد السوري لكرة القدم、英語: Syrian Arab Federation for Football, 略称：FASF)によって編成されるシリアの女子サッカーナショナルチームである。アジアサッカー連盟(AFC)に所属している。2005年に代表チームが結成された。アジアの女子サッカー選手権であるAFC女子アジアカップには2018年大会で初めて予選に出場した。
女子ワールドカップ、オリンピックともに出場はない。

## ワールドカップの成績
（結成後のみ記載）
- 2007 - 不参加
- 2011 - 不参加
- 2015 - 不参加
- 2019 - 予選敗退

## オリンピックの成績
（結成後のみ記載）
- 2008 - 不参加
- 2012 - 不参加
- 2016 - 不参加

## アジアカップの成績
（結成後のみ記載）
- 2006 - 不参加
- 2008 - 不参加
- 2010 - 不参加
- 2014 - 不参加
- 2018 - 予選敗退

## 西アジア女子サッカー選手権の成績
- 2005 - 3位
- 2007 - 4位
- 2010 - 不参加
- 2011 - グループリーグ敗退

## アラブ女子選手権の成績
アラブ女子選手権はアラブサッカー連盟による女子サッカー大会。第一回大会が2006年にエジプトで行われた。
- 2006 - グループリーグ敗退

## FIFAランキング
- 初登場 - 118位(2010年8月)
- 最高順位 - 118位(2010年8月)
- 最低順位 - 133位(2011年9月)